# Озёрочная (деревня)
Озёрочная — деревня в городском округе Семёновский Нижегородской области России. Входит в состав Шалдежского территориального отдела (сельсовета).

## География
Деревня находится на севере центральной части Нижегородской области, в зоне хвойно-широколиственных лесов, на реке Озёрочная, на расстоянии приблизительно 10 километра (по прямой) к северо-востоку от города Семёнова, административного центра района.

### Климат
Климат характеризуется как умеренно континентальный, с влажным нежарким летом и холодной снежной зимой. Средняя температура воздуха самого холодного месяца (января) составляет −12,9 °C; самого тёплого месяца (июля) — 18,4 °C. Годовое количество атмосферных осадков — 550—600 мм.

## Население
| 2002 | 2010 |
| ---- | ---- |
| 53   | ↗62  |

### Национальный состав
Согласно результатам переписи 2002 года, в национальной структуре населения русские составляли 100 %.